# Winnertzia proxima
Winnertzia proxima är en tvåvingeart som beskrevs av Jean-Jacques Kieffer 1894. Winnertzia proxima ingår i släktet Winnertzia och familjen gallmyggor.
Artens utbredningsområde är Frankrike. Inga underarter finns listade i Catalogue of Life.